# Janthecla flosculus
Janthecla flosculus is een vlinder uit de familie van de Lycaenidae. De wetenschappelijke naam van de soort werd als Thecla flosculus in 1907 gepubliceerd door Hamilton Herbert Druce.